# 干川剛史
干川 剛史（ほしかわ つよし、1961年4月2日 - ）は、日本の社会学者、大妻女子大学教授。

## 概要
もともと、公共圏やデジタル・ネットワーキングの議論に関心を寄せていた。阪神・淡路大震災を契機として、情報通信技術（ICT）の被災地支援への活用に取り組むようになり、災害時にネットワーク環境が保持されることを目指すシステムの提案や、被災地への支援者の呼び込みを目的とするポータルサイトの構築などを提案するなどの取り組みをしている。

## 経歴
1961年、群馬県生まれ。1980年、群馬県立前橋高等学校卒業。1984年、群馬大学教育学部社会科学学科Ⅱ類卒業。1987年、慶應義塾大学大学院社会学研究科社会学専攻修士課程修了（社会学修士）。1992年、早稲田大学大学院文学研究科社会学専攻博士後期課程単位取得満期退学。
1992年に徳島大学教養部専任講師となり、1995年に同大学総合科学部助教授に昇任した後、1999年に大妻女子大学人間関係学部助教授に転じ、2005年に教授に昇任した。
2014年7月、「デジタル・ネットワーキングの展開 : 市民活動から災害支援を経て地域再生へ」により、慶應義塾大学から博士（社会学）の学位を取得した。

## おもな著書

### 単著
- 公共圏の社会学：デジタル・ネットワーキングによる公共圏構築へ向けて、法律文化社、2001年
- 公共圏とデジタル・ネットワーキング、法律文化社、2003年
- デジタル・ネットワーキングの社会学、晃洋書房、2006年
- 災害とデジタル・ネットワーキング、青山社、2007年
- 現代社会と社会学、同友館、2008年
- 情報化とデジタル・ネットワーキングの展開、晃洋書房、2009年
- 現代と社会学、同友館、2016年

### 監修
- （文献情報研究会 著）災害文献大事典―1945(昭和20)年‐2008(平成20)年、日本図書センター、2009年

### 共訳書
- （森元孝との共訳）ユルゲン・ハーバマス 著、意識論から言語論へ : 社会学の言語論的基礎に関する講義 (1970/1971)、マルジュ社、1990年
- （今枝法之との共訳）アンソニー・ギデンズ 著、第三の道とその批判、晃洋書房、2003年